# Bas Jan van Bochove
Bastiaan Jan (Bas Jan) van Bochove (Ermelo, 3 oktober 1950) is een Nederlands bestuurder en CDA-politicus.

## Loopbaan
Van Bochove ging van 1963 tot 1968 naar de m.u.l.o. op de Prot. Chr. MULO-school te Ermelo. Van 1968 tot 1970 ging hij naar de h.a.v.o. en van 1970 tot 1973 naar de pedagogische academie op de Christelijke Pedagogische Academie Rehoboth te Utrecht. Hij behaalde aanvullende lesbevoegdheid voortgezet onderwijs voor aardrijkskunde en geschiedenis. Van augustus 1974 tot augustus 1978 was hij onderwijzer op een protestants-christelijk lagere school en van augustus 1978 tot mei 1990 leraar op een school voor interconfessioneel voortgezet onderwijs te Lelystad.
Van Bochove was van mei 2002 tot september 2012 lid van de Tweede Kamerfractie van het Christen-Democratisch Appèl (CDA). Hij was daarvoor wethouder van onder andere volkshuisvesting, milieu, gezondheidszorg, nutsbedrijven en maatschappelijke zorg in Lelystad. Hij was woordvoerder op het terrein van wonen, wijken, bouwen, rampen, rampenbestrijding en Koninkrijksrelaties. Tevens was hij voorzitter van de Vaste Kamercommissie OCW. Hij stond in 2010 bij de Tweede Kamerverkiezingen namens het CDA op plaats 24 van de kandidatenlijst. Doordat het CDA een aantal ministers leverde schoof hij op, waardoor hij met een kleine onderbreking zijn Kamerlidschap kon voortzetten.
Op 20 maart 2012 besloot de Tweede Kamer op zijn voorstel unaniem een parlementaire enquête in te stellen naar het stelsel van de volkshuisvesting, het beheer, het interne en externe toezicht, en de positie van de huurders bij woningcorporaties. Ook de rol van externe partijen zoals banken, toezichthouders en gemeenten wil de Tweede Kamer in de enquête betrekken. Het besluit van de Tweede Kamer vloeide voort uit de problemen bij de woningcorporatie Vestia. Vooral werden als gevolg van de ontstane situatie bij Vestia vraagtekens geplaatst bij het toezicht op de hele sector.
Hij werd op 1 april 2014 waarnemend burgemeester van Weesp. Op 24 maart 2022 is Weesp gefuseerd met Amsterdam. Daarmee kwam er een einde aan zijn waarnemend burgemeesterschap in Weesp. Hij was uiteindelijk de langstzittende waarnemend burgemeester van Noord-Holland met een termijn van 95 maanden en 23 dagen.
- Parlement.com: vg9fgopqjlzd